# Rue Georges-Duhamel
La rue Georges-Duhamel est une voie située dans le quartier Necker dans le 15e arrondissement de Paris.

## Situation et accès
La rue Georges-Duhamel est desservie à proximité par la ligne 12 à la station Volontaires.

## Origine du nom
Elle porte le nom du médecin et écrivain français Georges Duhamel (1884-1966). 

## Historique
Ouverte sous le nom de « voie BN/15 » vers 1995 sur les anciens terrains SNCF de la zone d'aménagement concerté (ZAC) Vaugirard rattachés à la gare Montparnasse, la rue prend son nom le 17 décembre 2002. Fin 2003, une inauguration officielle de la rue a eu lieu, organisée par l'association des Amis de Georges Duhamel et de l'abbaye de Créteil avec une exposition intitulée « Georges Duhamel, un écrivain d'aujourd'hui ».

## Bâtiments remarquables et lieux de mémoire
- Au no 15, l'Association pour le maintien d'une agriculture paysanne (AMAP) a ouvert l'un point de réception des Paniers Blomet[3].
- Au no 20, le Centre municipal d'animation Sohane-Benziane[4].